# Elizabeth (Minnesota)
Elizabeth es una ciudad ubicada en el condado de Otter Tail en el estado estadounidense de Minnesota. En el Censo de 2010 tenía una población de 173 habitantes y una densidad poblacional de 181,02 personas por km².

## Geografía
Elizabeth se encuentra ubicada en las coordenadas 46°22′47″N 96°7′52″O / 46.37972, -96.13111. Según la Oficina del Censo de los Estados Unidos, Elizabeth tiene una superficie total de 0.96 km², de la cual 0.95 km² corresponden a tierra firme y (0.27%) 0 km² es agua.

## Demografía
Según el censo de 2010, había 173 personas residiendo en Elizabeth. La densidad de población era de 181,02 hab./km². De los 173 habitantes, Elizabeth estaba compuesto por el 93.64% blancos, el 2.89% eran afroamericanos, el 1.73% eran amerindios, el 0.58% eran asiáticos, el 0% eran isleños del Pacífico, el 0% eran de otras razas y el 1.16% pertenecían a dos o más razas. Del total de la población el 0% eran hispanos o latinos de cualquier raza.

### Evolución demográfica
| 1880 | 1890 | 1900 | 1910 | 1920 | 1930 | 1940 | 1950 | 1960 | 1970 | 1980 | 1990 | 2000 | 2010 | est. 2015 |
| ---- | ---- | ---- | ---- | ---- | ---- | ---- | ---- | ---- | ---- | ---- | ---- | ---- | ---- | --------- |
| 128  | 135  | 186  | 169  | 204  | 164  | 176  | 168  | 168  | 188  | 195  | 152  | 172  | 173  | 173       |

## Localidades adyacentes
El diagrama siguiente presenta las localidades en un  radio de 24 km alrededor de Elizabeth.